# Finistère
Finistère (Penn-ar-Bed în Limba bretonă) este un departament în vestul Franței, situat în regiunea Bretania. Este unul dintre departamentele originale ale Franței create în urma Revoluției din 1790. Iar numele său fine de la expresia latină finis terrae (capătul pământului), o denumire inspirată de situarea sa la extremitatea vestică a Franței. este regiune în care Limba bretonă supraviețuiește în principal datorită faptului că este vorbită, aproape toate indicatoarele rutiere și numele instituțiilor fiind bilingve.

## Localități selectate

### Prefectură
- Quimper

### Sub-prefecturi
- Brest
- Châteaulin
- Morlaix

### Alte orașe
- Concarneau

## Diviziuni administrative
- 4 arondismente;
- 54 cantoane;
- 283 comune;